# Lasse Söderberg
Lasse Söderberg, född 4 september 1931 i Stockholm, är en svensk författare, poet, översättare och litteraturkritiker. 

## Biografi
Lasse Söderberg är son till författaren Sten Söderberg och översättaren Irmgard Pingel. Han tillhörde som ung Metamorfosgruppen och debuterade som den förste på Metamorfos förlag med Anteckningar till ett eko (1952) tillägnad vännen Paul Andersson. Det var ett stencilerat häfte, liksom Landskap med kvinnor som kom året därpå. Han var redaktör för litteraturtidskriften Tärningskastet åren 1976–1988.
Han har tillbringat mycket tid utomlands i framförallt Spanien och Frankrike. Som översättare har han översatt och tolkat fransk-, spansk-, katalansk- och engelskspråkig poesi. Under 70-talet medverkade han som estradör och konferencier för Cabaret Fredagsbarnen i Malmö tillsammans med Jacques Werup och Rolf Sersam. Åren 1987–2006 var han initiativtagare och tillika general för Internationella Poesidagarna i Malmö. Söderberg är sedan mer än fem decennier engagerad i latinamerikansk litteratur med översättningar och tolkningar av bland andra Octavio Paz.
Söderberg har varit litteraturkritiker i Expressen, BLM, Arbetet och Sydsvenskan. Han tilldelades professors namn 2001.
| ”                        | … att uttrycka det outtryckliga och sammansmälta det triviala med det underbara | „ |
| – Lasse Söderberg, 1954. |                                                                                 |   |

### Familj
Första gången var han gift 1958–1973 med översättaren och konstnären Janie Varades-Söderberg och fick en son 1960. Andra gången var han gift 1988–1999 med dramatikern Karin Parrot-Jonzon. De har två barn: musikern Kristoffer Jonzon (född 1978) och koreografen Alma Söderberg (född 1983). Tredje gången gifte han sig 2015 med poeten och översättaren Angela Garcia Castrillon (född 1957).

### Redigerat
- Dikter i Skåne (tills. med Jacques Werup, Bernces 1977)
- Artur Lundkvist: Gryningstrumpet och skymningsflöjt (Bra lyrik 1983)
- Svenska prosadikter (tills. med Lars-Håkan Svensson, Fib:s lyrikklubb 1983)
- Lorca (Fib:s lyrikklubb 1984)
- Ögats läppar sluter sig, Surrealismen i svensk poesi (Fibs lyrikklubb 1993)
- Jorge Luis Borges I-III (tills, m. Oscar Hemer, Tranan 2017-20)

### Översättningar (i urval)
- Själen tjuter, 18 spanska poeter (W&W 1959)
- Federico García Lorca: Zigenarballader (W&W 1960)
- Léopold Sédar Senghor: Dikter (tills. m. Ingemar Leckius, W&W 1967)
- Kubas poeter drömmer inte mer (Fib:s lyrikklubb 1969)
- Rafael Alberti: Nejlikans förvandlingar (Coeckelberghs 1977)
- Nicolás Guillén: Den stora djurparken (Fib:s lyrikklubb 1978)
- Odyseas Elytis: Sex och ett samvetskval för himlen (tills. m. Mikael Fioretos, Fib:s lyrikklubb 1979)
- Pablo Neruda: Kaptenens verser (Bra lyrik 1984)
- Octavio Paz: Ensamhetens labyrint (tills m. Irmgard Pingel, Brombergs 1984)
- Octavio Paz: Varje dags eld (Brombergs 1985)
- Jaguarernas skugga. Dikter från Centralamerika (Arbetarkultur 1985)
- E.M. Cioran: Om olägenheten i att vara född (Bonniers 1986)
- Jorge Luis Borges: Järnmyntet (Fib:s lyrikklubb 1987)
- Pablo Picasso: Skinnstycke (Fib:s lyrikklubb 1988)
- Adolfo Bioy Casares: Morels uppfinning (Bonniers 1989)
- Joan Brossa: Alfabetet mellan ögonbrynen (Bakhåll 1989)
- Sarah Kirsch: Glashussplitter (Ellerströms 1989)
- Rafael Alberti: Om änglarna (Bakhåll 1989)
- Octavio Paz: Till klarhet (Fib:s lyrikklubb 1990)
- Octavio Paz : Örn eller sol? (Brombergs 1991)
- Robert Bly: Järn Hans (Ica bokförlag 1991)
- Homero Aridjis: Brev från Mexiko (Gedins 1991)
- Tre från Málaga (Ellerströms 1992)
- Judith Herzberg: Dagsrester (Ellerströms 1995)
- Cees Nooteboom: En staty av frågor (Ellerströms 1995)
- Robert Bly: Syskonsamhället (Ica bokförlag 1996)
- André Breton: Nadja (Pequod Press 1996)
- Ramon Llull:  Boken om vännen och den älskade (Ellerströms 1998)
- Jorge Luis Borges: Blåa tigrar (Aura latina 1999)
- Günter Grass: Mässingsmusik (Lindelöws 2001)
- Mellan sten och ocean. Femton poeter från Chile (Aura latina 2003)
- Gonzalo Rojas: Mot döden (Aura latina 2005)
- Charles Simic: Skola för mörka tankar (Ellerströms 2009)
- Yves Bonnefoy: Språket, stenarna (Ellerströms 2012)
- Daniel Samoilovich: Att trakassera demoner (Ellerströms 2016)
- Leonard Nolens: Den som föds är såld (Tranan 2018)
- Octavio Paz: Till analogins lov (Ellerströms 2020)
- Jamie McKendrick: En förlorad stad (tills, m. Lars-Håkan Svensson, Faethon 2020)
- Idea Vilariño: Inútil decir más / Onödigt säga mer (Smockadoll 2020)
- J.P. Jacobsen: Pesten i Bergamo (Faethon 2020)

## Priser och utmärkelser
- 1959 – Boklotteriets stipendiat
- 1961 – Boklotteriets stipendiat
- 1963 – Boklotteriets stipendiat
- 1967 – Litteraturfrämjandets stipendiat
- 1969 – Sveriges Radios Lyrikpris
- 1973 – Stig Carlson-priset
- 1980 – Svenska Akademiens översättarpris
- 1990 – Gun och Olof Engqvists stipendium
- 1990 – Sydsvenska Dagbladets kulturpris
- 1992 – Malmö stads kulturpris
- 1994 – De Nios översättarpris
- 1996 – Bellmanpriset
- 2000 – Elsa Thulins översättarpris
- 2002 – Professors namn
- 2011 – Extra pris från Svenska Akademien[5]
- 2014 – Tranströmerpriset
- 2016 – Karl Vennbergs pris
- 2016 – Jacques Outin-priset
- 2019 –  Prix Max Jacob
- 2020 – Sorescupriset[6]